# Frans Peeters
Frans Peeters (ur. 30 sierpnia 1956 w Herentals) – belgijski strzelec sportowy. Brązowy medalista olimpijski z Seulu.
Brał udział w trzech igrzyskach olimpijskich (IO 88, IO 92, IO 96). Brązowy medal w 1988 zdobył w konkurencji trap. W 1992 był chorążym reprezentacji Belgii podczas ceremonii otwarcia igrzysk w Barcelonie. W 1993 i 1994 zostawał mistrzem Europy w trapie (TR125).